# Erik Petersson (friidrottare)
För andra betydelser, se Erik Petersson (olika betydelser).
Erik Wilhelm Petersson, född 17 februari 1980 i Vasa församling i Göteborg, är en svensk friidrottare (långdistanslöpare) tävlande för Mölndals AIK. 
Vid EM i Barcelona sprang Petersson maraton och kom på en tjugoförstaplats med tiden 2:24:29.

## Personliga rekord[a]
| Utomhus - 1 500 meter – 3:54,97 (Göteborg 2 juli 2005) - 3 000 meter – 8:17,80 (Norrtälje 11 juli 2005) - 3 000 meter – 8:48,05 (Helsingfors, Finland 29 augusti 1998) - 5 000 meter – 14:14,89 (Chiba, Japan 23 november 2004) - 5 000 meter – 14:40,74 (Köpenhamn, Danmark 4 juni 2007) - 10 000 meter – 29:30,47 (Göteborg 21 maj 2005) - 10 km landsväg – 30:45 (Malmö 12 juli 2014) - 10 km landsväg – 30:59 (Stockholm 18 augusti 2007) - Halvmaraton – 1:04:22 (Venlo, Nederländerna 21 mars 2010) - Halvmaraton – 1:04:35 (Venlo, Nederländerna 21 mars 2010) - Maraton – 2:23:30 (Castellón, Spanien 18 december 2011) - Maraton – 2:23:30 (Castellón, Spanien 11 december 2011) - Maraton – 2:24:29 (Barcelona, Spanien 1 augusti 2010) - 2 000 meter hinder – 6:04,73 (Helsingborg 9 juli 1999) | Inomhus - 3 000 meter – 8:26,56 (Minneapolis, USA 27 januari 2001) |

### Fotnoter
1. ↑  ”Stora SM 2010, dag 2”. trackandfield.se. http://www.trackandfield.se/resultat/2010/100820.htm. Läst 2 september 2013.
2. ↑  ”SM halvmarathon 2009, herrar”. goteborgsvarvet.se. Arkiverad från originalet den 8 december 2015. https://web.archive.org/web/20151208052044/http://www.goteborgsvarvet.se/wp-content/uploads/2014/04/Resultat-Herrar-SM-2009.pdf. Läst 26 april 2015.
3. ↑  ”SM halvmarathon 2010”. marathon.se. http://results.marathon.se/halvmarathon/2010/. Läst 23 maj 2013.
4. ↑  ”SM i marathon 2010”. marathon.se. http://results.marathon.se/2010/. Läst 29 juli 2013.
5. 1 2 3 4 5 6 7 8 9 10  ”Personsida på AllAthletics”. all-athletics.com. Arkiverad från originalet den 16 augusti 2016. https://web.archive.org/web/20160816181432/http://www.all-athletics.com/node/74395. Läst 28 juni 2016.
6. ↑  Sveriges befolkning 2000, Version 1.03, Sveriges Släktforskarförbund: Petersson, Erik Wilhelm
7. ↑  ”European Athletics Championships - Barcelona 2010” (på engelska). european-athletics.org. http://www.european-athletics.org/competitions/european-athletics-championships/history/year=2010/results/index.html. Läst 3 april 2017.
8. 1 2 3 4 5  ”Personsida på European Athletics' webbplats”. european-athletics.org. http://www.european-athletics.org/athletes/group=p/athlete=139709-petersson-erik/index.html. Läst 28 juni 2016.
9. 1 2 3 4 5 6  ”Personsida på ARRS”. arrs.net. Arkiverad från originalet den 12 augusti 2016. https://web.archive.org/web/20160812214856/http://more.arrs.net/runner/28794. Läst 28 juni 2016.
10. ↑  ”Personsida på IAAF:s webbplats”. iaaf.org. http://www.iaaf.org/athletes/sweden/erik-petersson-258672. Läst 28 juni 2016.